# József Sir
József Sir (né le 28 avril 1912 à Budapest, et mort le 22 septembre 1996 dans la même ville) est un athlète hongrois, spécialiste des épreuves de sprint.

## Biographie
Il remporte trois médailles lors des Championnats d'Europe inauguraux de 1934 de Turin en Italie : le bronze sur 100 m, et l'argent sur 200 mètres et au titre du relais 4 × 100 m. Il participe aux Jeux olympiques de 1936, à Berlin, où il s'incline dès les séries.

### Palmarès
| Date | Compétition           | Lieu  | Résultat | Épreuve   |
| ---- | --------------------- | ----- | -------- | --------- |
| 1934 | Championnats d'Europe | Turin | 3e       | 100 m     |
| 1934 | Championnats d'Europe | Turin | 2e       | 200 m     |
| 1934 | Championnats d'Europe | Turin | 2e       | 4 × 100 m |

### Records
| Épreuve | Performance | Lieu | Date |
| ------- | ----------- | ---- | ---- |
| 100 m   | 10 s 4      |      | 1934 |
| 200 m   | 21 s 4      |      | 1935 |